# Nadja Petrova
Nadežda Viktorovna Petrova [nadéžda viktórovna petróva], bolj znana kot Nadja Petrova [nádja] (rusko Наде́жда Викторо́вна Петро́ва), ruska tenisačica, * 8. junij 1982, Moskva, Rusija.